# Malcolm Dedman
Malcolm Dedman (* 3. November 1948 in London) ist ein englischer Pianist und Komponist.
Dedman hatte in seiner Jugend Klavier-, Violin- und Gesangsunterricht. Von 1967 bis 1971 studierte er angewandte Physik an der Brunel University in London. 1974–75 studierte er an der Guildhall School of Music and Drama Komposition bei Patric Standford. An der Bahá’í Academy for the Arts in Somerset besuchte er 2002–03 Kompositionskurse bei Nancy Lee Harper und Lasse Thoresen. Mit einem Kompositionsstudium bei Francis Pott, Paul Robinson und Lawrence Roman erlangte er 2005 an der Thames Valley University den Mastergrad.
1969 gewann Dedman den ersten Preis beim Brent Music and Dance Festival mit dem Sonata Movement for Piano, 1974 den zweiten Preis beim Stroud Festival mit To Lesbia und 1985 den zweiten Preis bei den Rencontres Internationales de Chant Choral mit Come Unto Me. Von 1975 bis 1982 war er Tenor im BBC Symphony Chorus. Von 1991 bis 2002 gab er an der Castle School in Thornbury an der St. Thomas More Roman Catholic School in Bristol privaten Unterricht in den Fächern Musiktheorie, Komposition, Keyboard und Klavier. Seit 2007 lebt er in Südafrika, wo er seit 2008 in Middleburg Klavier und Violine
unterrichtet.

## Werke
- Come Unto Me… (Anthem nach dem Matthäus-Evangelium) für acht gemnischte Stimmen, 1967, 1984
- Variations on an Original Theme für Klavier, 1973–79, 2008
- The Word was Made Flesh (Weihnachtskantate) für Sprecher, gemischten Chor, Flöte, Orgel und Perkussion, 1975, 2010
- String Quartet, 1977–79
- Concerto für Oboe und 13 Streicher, 1979–80
- Mosaics für Gitarre, 1980, 2010
- Sonatina für Bratsche, 1981, 2009
- Images of Love (Liedzyklus nach Texten von Henry Wadsworth Longfellow, William Blake, Janet Dedman und San Juan de la Cruz) für Sopran oder Tenor und Klavier, 1982–83
- Cantus/Conductus für Flöte, Violine, Cello und Vibraphon, 1983
- Sonata No. 2 ‘In Search’ für Klavier, 1984, 2008
- Variants für Flöte, 1984, 2010
- O Son of the Supreme! (Lied, Text von Bahá’u’lláh) für Sopran oder Tenor und Klavier, 1986
- Toccata in the Manner of J.S. Bach in the 21st Century für Klavier, 1986, 2000
- Two Reflections für Klavier, 1987
- Ye Dwellers in the Highest Paradise! (Lied, Text von Bahá’u’lláh) für Mezzosopran, Klarinette und Klavier, 1989, 2008;
- Sonata für Oboe und Klavier, 1990–91, 2008
- Awakening (Lied, Text von Norman Burroughs und Bahá’u’lláh) für Mezzosopran oder Bariton und Klavier, 1992–93, 2007
- Prelude to Unity für elektronisches  oder Klavier, Perkussion und Streichquartett, 1997, 2004
- Divine Word (Kantate) für Bariton, acht gemischte Stimmen und dreizehn oder mehr Streicher, 1998, 2009
- Postscript für Flöte, Klarinette, Violine, Cello und Klavier, 1998–99, 2007
- Waves of One Sea für vier Perkussionisten, 1999, 2004
- What is Earth? für acht gemischte Stimmen, 2001
- Memories of Simona für Orchester, 2003–04;
- Ceremonial Fanfare für vier Trompeten, drei Posaunen und Tuba, 2004
- Fanfare Academica für vier Hörner, vier Trompeten, drei Posaunen, Tuba und Pauken, 2004
- Scherzo für Violine, Viola, Cello und Klavier, 2004
- Remember (Text von Christina Rossetti) für gemischten Chor, 2004
- Corrievrechan – Whirlpool between Jura and Scarba für zwei Klaviere, 2004
- Theme and Variations für Flöte, Oboe, Klarinette, Horn und Fagott, 2004, 2008
- Harmony in Diversity für Bratsche und Cello, 2005, 2008
- Messengers of Light (Text von Bahá'u'lláh) für Alt oder Countertenor und großes Orchester, 2005
- Solstice für Klarinette, Violine und Klavier, 2006
- Hidden Duos für kleines Orchester, 2007
- Homage to GFH für Orgel, 2007
- Transforming Stress für Cello und Klavier, 2008
- Unchartered Territories für Harfe und Violine, 2008
- Three Human Attributes für Klavier zu vier Händen, 2008
- Four Kinds of Love für Klavier, 2008
- Reformation für Klavier, 2009
- Two Tangos für Klarinette, Akkordeon und Streichquartett, 2009
- Elegy for the Casualties of War für Flöte, Klarinette, Violine, Cello und Klavier, 2009
- Six Fragments of Time für Orchester, 2009
- We Will All Sing Hallelujahs! (Text von Keith Bayliss) für Sopran, Bariton, gemischten Chor und kleines Orchester, 2009
- Danses Concertantes für 17 oder mehr Streicher, 2010
- Four Miniatures in the Manner of Anton Webern für Klarinette, Violine und Klavier, 2010
- Eternal Harmonies für Violine und Instrumentalensemble, 2010
- Piano Trio – Trilogy of Universal Gifts für Violine, Cello und Klavier, 2010
- Light of Unity für zwei Celli und Klavier, 2010

## Weblink
- Homepage von Malcolm Dedman